# NGC 177
NGC 177 ist eine Spiralgalaxie vom Hubble-Typ Sab mit aktivem Galaxienkern im Sternbild Walfisch südlich der Ekliptik. Sie ist schätzungsweise 172 Millionen Lichtjahre von der Milchstraße entfernt und hat einen Durchmesser von etwa 110.000 Lichtjahren. Gemeinsam mit NGC 168 und NGC 172 bildet sie das (optische?) Galaxientrio KTS 4.
Im selben Himmelsareal befindet sich u. a. die Galaxie NGC 167.
Das Objekt wurde im Jahr 1886 von dem Astronomen Frank Muller entdeckt.